# Comuna de Zbrosławice
Zbrosławice (polaco: Gmina Zbrosławice) é uma gminy (comuna) na Polónia, na voivodia de Santa Cruz e no condado de Tarnogórski. A sede do condado é a cidade de Zbrosławice.
De acordo com os censos de 2004, a comuna tem 15 626 habitantes, com uma densidade 105,10 hab/km².

## Área
Estende-se por uma área de 148,71 km², incluindo:
- área agricola: 70%
- área florestal: 20%

## Demografia
Dados de 30 de Junho 2004:
|                      | Total   | Total | Mulheres | Mulheres | Homens  | Homens |
| -------------------- | ------- | ----- | -------- | -------- | ------- | ------ |
|                      | pessoas | %     | pessoas  | %        | pessoas | %      |
| População            | 15 626  | 100   | 7772     | 49,7     | 7854    | 50,3   |
| Densidade (pop./km²) | 105,1   | 100   | 52,3     | 52,3     | 52,8    | 52,8   |

De acordo com dados de 2002, o rendimento médio per capita ascendia a 1389,68 zł.